# (2556) Louise
(2556) Louise es un asteroide perteneciente al cinturón de asteroides descubierto por Norman G. Thomas el 8 de febrero de 1981 desde la estación Anderson Mesa, en Flagstaff, Estados Unidos.

## Designación y nombre
Louise fue designado inicialmente como 1981 CS.
Posteriormente se nombró en honor de Carol Louise Thomas-Baltutis, la hija más joven del descubridor.

## Características orbitales
Louise orbita a una distancia media del Sol de 2,163 ua, pudiendo alejarse hasta 2,242 ua y acercarse hasta 2,084 ua. Tiene una excentricidad de 0,03659 y una inclinación orbital de 2,789°. Emplea en completar una órbita alrededor del Sol 1162 días.